# Nuwaragam Palata Central Division
Nuwaragam Palata Central Division är en division i Sri Lanka.   Den ligger i provinsen Norra Centralprovinsen, i den nordvästra delen av landet, 170 km norr om huvudstaden Colombo.